# Slaviček
Slaviček är ett berg i Tjeckien.   Det ligger i regionen Liberec, i den norra delen av landet, 70 km norr om huvudstaden Prag. Toppen på Slaviček är 528 meter över havet.
Terrängen runt Slaviček är platt åt sydost, men åt nordväst är den kuperad.Runt Slaviček är det ganska tätbefolkat, med 93 invånare per kvadratkilometer. Närmaste större samhälle är Česká Lípa, 6,7 km sydväst om Slaviček. Omgivningarna runt Slaviček är en mosaik av jordbruksmark och naturlig växtlighet.